# Friedrich Schäfer (Politiker, 1915)
Friedrich Schäfer (* 6. April 1915 in Sindelfingen; † 31. August 1988 in Tübingen) war ein deutscher Politiker (SPD). Schäfer gehörte von 1957 bis 1967 und von 1969 bis 1980 dem Deutschen Bundestag als Mitglied an.

## Ausbildung und Tätigkeiten
Schäfer, geboren in Württemberg als Sohn eines Handwerkers und Bildhauers, besuchte die Oberrealschule und studierte anschließend Rechtswissenschaften in Tübingen und Berlin. Das Studium schloss er mit beiden Staatsexamen (Assessorexamen 1943 in Stuttgart) und einer Promotion zum Dr. jur. ab. Von 1938 bis 1943 war Schäfer wehrdienstleistender Soldat der Wehrmacht, wurde dann wegen einer Kriegsverletzung als Oberleutnant der Reserve freigestellt. Von 1943 bis 1946 arbeitete er als Rechtsanwalt in Stuttgart, von 1946 bis 1954 in verschiedenen Verwaltungsfunktionen. 1946 war er Regierungsassessor im Landratsamt des Landkreises Biberach unter Landrat Fritz Erler. Von 1948 bis 1950 war er Staatskommissar für das Flüchtlingswesen bzw. die Umsiedlung im Land Südwürttemberg-Hohenzollern, von 1951 bis 1957 Leiter der Landespolizeidirektion Süd-Württemberg/Hohenzollern, zuletzt Leiter der Landespolizeidirektion Südbaden und zugleich von 1953 bis 1957 Leiter der Landespolizeischule Baden-Württemberg in Freiburg. 1967 bis 1969 war er Honorarprofessor für Grundsatzfragen der politischen Praxis an der Universität zu Köln und 1969 an für Wissenschaftliche Politik an der Universität Tübingen. 1972 wurde er in den Staatsgerichtshof der Freien Hansestadt Bremen berufen.

## Politik

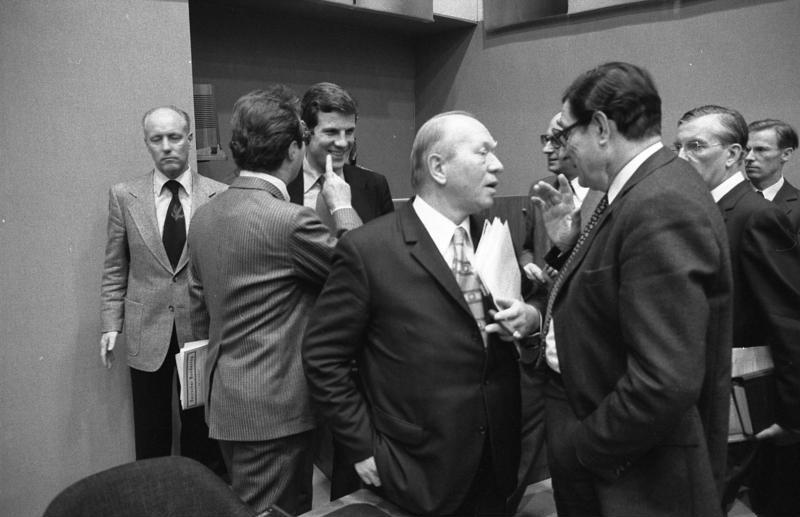
Friedrich Schäfer (Bildmitte) bei einer Bundestagsausschuss-Sitzung im Gespräch mit Bundesinnenminister Werner Maihofer (rechts) (1976)

Zum 1. April 1933 trat Schäfer der SA und zum 1. Mai desselben Jahres der NSDAP bei (Mitgliedsnummer 1.876.217). 1951 schloss er sich der SPD an. Im Jahr 1957 wurde er über die Landesliste Baden-Württemberg in den Deutschen Bundestag gewählt, dem er bis zur Mandatsniederlegung bis 1967 und wieder 1969 bis 1980 als Mitglied angehörte. Mitglied des Parteivorstands war er von 1968 bis 1970. Im Bundestag war er 1961 bis 1966 parlamentarischer Geschäftsführer der SPD-Fraktion. 1965 war er Vorsitzender des Ausschusses für Wahlprüfung, Immunität und Geschäftsordnung. Ab 1969 war Schäfer stellvertretender Vorsitzenden der SPD-Bundestagsfraktion und 1969 bis 1976 Vorsitzender des Innenausschusses des Deutschen Bundestag. Von 1967 bis 1969 war er Staatssekretär im Bundesministerium für Angelegenheiten des Bundesrates und der Länder unter Carlo Schmid, 1971 bis 1976 Vorsitzender der Enquête-Kommission Verfassungsreform im Deutschen Bundestag.

## Weitere Ämter
Zwischen 1979 und 1983 war er Vorstandsmitglied im Deutschen Städte- und Gemeindebundes, davon 1981 bis 1983 als Präsident. Er war Mitglied des ZDF-Fernsehrates.
Schäfer war seit 1934 Mitglied der Turnerschaft Hohenstaufia Tübingen.

## Familie
- Friedrich Schäfer war evangelisch, von 1939 bis zu ihrem Tod 1977 mit Hildegard Schäfer, geborene Heinrich, verheiratet und hatte mit ihr die Söhne Joachim und Ulrich Schäfer. 1979 heiratete er Elisabeth Kamlah.

## Ehrungen
- 1975: Großes Verdienstkreuz der Bundesrepublik Deutschland
- 1980: Großes Verdienstkreuz mit Stern der Bundesrepublik Deutschland
- 1980: Verdienstmedaille des Landes Baden-Württemberg

## Schriften (Auswahl)
- Die Notstandsgesetze. Vorsorge für den Menschen und den demokratischen Rechtsstaat, Westdeutscher Verlag, Köln 1966 (= Demokratische Existenz heute. Band 15).
- Der Bundestag. Eine Darstellung seiner Aufgaben und seiner Arbeitsweise, verbunden mit Vorschlägen zur Parlamentsreform. Westdeutscher Verlag, Opladen 1967 (= Demokratie und Frieden. Band 4); 4., verbesserte und erweiterte Auflage 1982, ISBN 3-531-11230-9.